# Limnophila subtristis
Limnophila subtristis là một loài ruồi trong họ Limoniidae. Chúng phân bố ở miền Australasia.